# Красимир Гергинов
Красимир Гергинов е основател на ABC Fight Club – София – сред най-старите клубове по бойни изкуства и бойни спортове в страната.
От 2001 г. насам без прекъсване всяка година негови състезатели печелят медали на световни и/или европейски първенства при жени и мъже основно на таекуон-до, също така и на кик бокс, савате.
Многократен републикански шампион по таекуон-до, той става най-успешният треньор по бойни изкуства през последните 30 години със спечелени от негови състезатели общо 342 медала от европейски и световни първенства (таекуон-до, кик бокс, савате), 73 от които златни (към 2018 г.).

## Биография и дейност
Водеща фигура е в средите по бойните изкуства в България и в Европа и един от основоположниците на таекуон-до в България, допринесъл много за популяризирането и развитието на този спорт. От 2021 година притежава осми дан в таекуон-до, което по тяхната йерархия е званието сахьоним или Мастър/Майстор.
```
В кик бокс е треньор на европейската шампионка от Европейското първенство на WAKO в Анталия през 2022 г. стил фул контакт Александра Димитрова, световния шампион от 2015 г. в стилове лайт и кик лайт контакт Дюк Нуамеруе и други медалисти от световни и европейски първенства.
```

Красимир Гергинов е роден на 10 юли 1964 г. в София. Занимава се с бойни изкуства от 1979 г.. Бил е многократен републикански шампион и национален състезател по таекуон-до. През 1989 г. защитава първи дан пред корейския майстор Ким Унг Чол – основател на таекуон-до в България. През 1990 г. е в българския национален отбор, който участва на Световното първенство по таекуон-до в Монреал, Канада. Отборът е от осем състезатели, но той е единственият, който се завръща в София, за да продължи тренировките по таекуон-до под ръководството на корейския майстор Ким Унг Чол.
През 1995 г. защитава майсторската степен IV дан и получава сертификати за международен съдия и международен инструктор при посещението в България на създателя на таекуон-до – генерал Чой Хонг Хи. Занимавал се е още с карате-до, киокушин карате, тай чи чуан, у-шу, бокс, кик бокс, джудо и др. Макар да постига най-големи успехи в таекуон-до, желанието му по отношение на клуба е да обединява различни бойни изкуства.
През 80-те години на ХХ век се оформя ядрото от състезатели и треньори на бъдещия клуб ABC, а създаването му става факт в началото на деветдесетте години в спортната зала на ВИАС. Тогава той привлича треньорите Палми Ранчев и Костадин Петков и за първи път, в една зала, се подготвят състезатели по таекуон-до, кик-бокс и бокс. Клубът става организатор на първите големи вечери с участието на таекуондисти, кик-боксьори и боксьори, като повечето от тях са на професионално ниво и състезателите получават съответното заплащане за успехите и усилията си. Тогава в залата на АВС се подготвят известните състезатели по професионален бокс: Костадин Семерджиев, Радослав Гайдев, Красимир Инински и доста други сред които двукратният европейски шампион Емил Тонев, четрикрактният шампион на страната и балкански първенец Александър Берчев и др.
По отношение на таекуон-до, и до днес клубът прилага уникалната методика за обучение на всички възрастови групи, разработена от корейския майстор Ким Унг Чол (IX дан). В АВС Fight Club вече се е създала традиция в използването на най-доброто от различните бойни изкуства. Затова състезатели, които с успех участват в състезания по таекуон-до (основният спорт на клуба, с най-големи международни успехи), се представят успешно и в турнири по кик бокс и бокс.
Красимир Гергинов е вицепрезидент на Българската федерация по таекуон-до ITF в периода 1999 – 2013 г. Участва в организацията на най-големите състезания по таекуон-до в България: Европейско първенство през 2004 г., Европейско първенство през 2012 г., Световно първенство през 2013 г.. Един от организаторите и на първите професионални турнири по таекуон-до в България.
През 2021 г. защитава осми дан в таекуон-до. Преди това през 2013 г. защитава седми дан пред майстор Ким Унг Чол.
Международен инструктор и международен съдия по таекуон-до ITF. Той е дългогодишен състезател и треньор по таекуон-до ITF, републикански шампион, притежава 8 дан в таекуон-до, международен инструктор и международен съдия по таекуон-до, както и състезател и треньор по кикбокс.

## Медалисти от СП и ЕП
Красимир Гергинов е създател, главен инструктор и треньор на АВС Fight Club от началото му до днес.
От 2001 г. до днес, всяка година без прекъсване вече 18 години, състезателите на майстор Красимир Гергинов печелят медали от световни или европейски първенства по таекуон-до, кикбокс, савате (асо и комба), от държавни и международни турнири и балкански първенства по таекуон-до, кикбокс, бокс, кемпо...
В кариерата му като треньор на Европейското първенство по таекуон-до в Кьолн през 1995 г. воденият от него български отбор печели сребърен медал на силов тест и бронзов медал на спаринг жени до 52 кг. Същата година отборът участва в САЩ на Световно първенство на различни бойни изкуства. От 2001 г. започва поредицата от трайни международни успехи, сред които може да отбележим:
Медали, спечелени от негови състезатели от Европейски първенства по таекуон-до от 2001 г. до 2018 г.:
283 медала (индивидуално и отборно, мъже и жени, юноши и девойки, деца и ветерани). От тях:
59 златни, 65 сребърни, 157 бронзови
Медали, спечелени от негови състезатели на Световни първенства по таекуон-до от 2003 г. до 2018 г.:
60 медала (индивидуално и отборно, мъже и жени, юноши и девойки, деца и ветерани). От тях:
14 златни, 13 сребърни, 33 бронзови
От 2013 г. негови състезатели се представят с успех (медали и призови класирания) на Световни и Европейски първенства по кик бокс (мъже и жени, юноши и девойки). От Световни първенства по кик бокс те са спечелили 4 златни медала, 1 сребърен и 3 бронзови, а от Европейски първенства по кик бокс – 2 златни и 1 сребърен медал.
Световна купа по таекуон-до, 2017 г. – 14 медала, от които 6 златни, 4 сребърни, 4 бронзови
Световна купа по кик бокс Bestfighter, Италия през 2014, 2016, 2017 г. – 15 медала, от които 3 златни, 3 сребърни, 9 бронзови
От Световни и Европейски първенства по савате за мъже и жени, юноши и девойки – общо 18 медала
Призови класирания от участия негови състезатели имат още на: Международни игри по бойни изкуства в Пхенян 2006 г., Световни игри на бойните изкуства 2013 г. (Sport Accord World Combat Games), в Международния турнир по бокс „Странджа“ 2015, 2017 г. и други международни турнири.
Сред световните и европейски шампиони на клуба по таекуон-до  и кик бокс, чийто треньор е, са: Александра Димитрова, Амалия Колева, Недялка Бачева, Анелия Милкова, Дюк Нуамеруе, Димитър Христов, Антони Давидов, Петя Станева, Албена Малчева и др.
В началото на 2020 г. Джоана Нуамеруе става първата състезателка на клуба с договор с боксов мениджър за участия в професионални боксови срещи. В периода 2019 - 2021 г. тя постига четири победи в професионалния бокс в категория - 60 кг., като печели всичките си участия до момента.